# Redouane Chabaane
Redouane Chabaane (* 18. Dezember 1986) ist ein ehemaliger algerischer Straßenradrennfahrer.
Redouane Chabaane wurde 2007 algerischer Meister im Einzelzeitfahren. Außerdem belegte er bei dem tunesischen Etappenrennen Tour des Aéroports den dritten Platz in der Gesamtwertung. Im nächsten Jahr gewann er bei der algerischen Meisterschaft das Straßenrennen. Bei den UCI-Straßen-Weltmeisterschaften 2008 in Varese startete Chabaane im Straßenrennen der U23-Klasse, konnte das Rennen aber nicht beenden.
2013 beendete Chabaane seine Radsportlaufbahn.

## Erfolge
2007
- Algerischer Meister – Einzelzeitfahren

2008
- Algerischer Meister – Straßenrennen